# Flemington (Georgia)
Flemington – miasto w Stanach Zjednoczonych, w stanie Georgia, w hrabstwie Liberty.

## Demografia
Wzrost zaludnienia w mieście od 2000 wynosi 25,67%. Stopa bezrobocia w Flemington wynosi 9,20%.